# Kalmar
Kalmar városa a svédországi Småland tartomány tengerpartján, Öland szigetével szemben található, a Kalmarsund tengerszoros partján épült, a róla elnevezett Kalmar megye és Kalmar község székhelye. Lakossága 2010. december 31-én 36 392 fő volt. A város Småland tartomány harmadik legnagyobb települése Jönköping és Växjö után. Itt köti össze Öland szigetét a szárazfölddel Svédország leghosszabb hídja, az Ölandi híd.

## Nevének eredete
Nevét a régi svéd nyelvben „kőrakásos helyet” jelentett, és a jégkorszak nyomán a parton kialakult, a hajózást is nehezítő kőhalmokra utal.

## Története
A mai város környékén számos leletet tártak fel az északi vagy germán vaskorszak (i. sz. 400–800) idejéből, főleg temetkezési helyeket. Egyes leleteket még ennél is jóval korábbról származtatnak a régészek.
Kalmar neve először az 1000-es évek elején jelent meg egy rúnakövön, és ezzel az egyik legrégebbi svéd településnek számít, de bizonytalan, hogy ez az adat a településre vagy a tengerszorosra utal. Az 1100-as években már egy izlandi írott forrás is említi. A település magja egy ősi kereskedelmi út mentén, egy természetes kikötőhely mellett, a mai kalmari várnak helyet adó szigeten alakult ki a 12. században, ahol ekkoriban épült fel az az öregtorony, ami valószínűleg a városnak az 1200-as évek derekán megjelent, Svédországban legrégebbi címerét is ihlette.
Az 1200-as években már kiépült a település körül egy városfal, azon belül pedig létrejött egy Domonkos-rendi kolostor, valamint a Szentlélek-rend által fenntartott intézmény, a Domus sancti Spiritus, amely az öregek otthona, a szegényház és a kórház szerepét is betöltötte. 1299 után női kolostort is alapítottak. 
Kalmar, illetve konkrétabban a kalmari vár hamarosan komoly politikai szerepet játszott az ország történelmében. 1266-ban itt találkozott Guido kardinális Birger Jarllal valamint Laurentius püspökkel. 1285 Magnus Ladulås nagy gyűlést rendezett egy sor Hanza-város képviselőivel hogy közvetítsen közöttük és a norvég király között. 1332-ben itt választották meg Magnus Erikssont Skåne királyává egy gyűlésen.
Az 1200-as évek derekán a város már gazdaságilag is Svédország legfontosabb városai közé számított. Északi viszonylatban virágzó kereskedővárosnak is lehetett tekinteni, de a vezető szerepet német kereskedők töltötték be, akik kezükben tartották elsősorban a külkereskedelmet. A fő exporttermékek a kátrány, kő, deszka, vaj, rozs, bőrök voltak, de már korán megjelent a vas is az exportcikkek között. A követ az ölandi mészkőből bányászták, a kátrány és a fa Småland erdeiből érkezett. Az importáruk között a legfontosabb a só volt, de emellett a sör, bor, szövet, fűszerek kereskedelme is jelentős volt. A legfontosabb kereskedelmi partnerek a Hanza-városok voltak. A kereskedelem egészen Gustav Vasa koráig túlnyomórészt német kézben maradt. 1602 és 1615 között a város püspöki székhely is volt.

### A város költöztetése
Az 1611–13-as svéd-dán háború során a város történetének legsúlyosabb csapásait szenvedte el. A várat ostromló dán csapatok feldúlták a várost, ami akkor a szárazföldtől keskeny természetes csatornával elhatárolt vár közvetlen közelében, a szárazföldön terült el. A város közelében csatára is sor került a felmentésre érkezett svéd csapatokkal, ami dán győzelemmel végződött. Három hónapos ostrom után a vád megadta magát. Krister Some várkapitányt a svéd uralkodó és a közvélemény árulónak tartotta, és ő ezután dán szolgálatba is állt.  
A vár és a kiégett város két évig volt dán kézen. A lassan újra felépülő várost 1647-ben tűzvész sújtotta. Ekkor döntést hoztak a város új helyre, a parthoz közeli Kvarnholmen szigetre költöztetéséről, ami 1657-ig tartott. Az új városfalakon belül szabályos, sakktábla-szerű alaprajzot követően építették fel a házakat. A várat is jelentősen megerősítették. Kalmar erőd-város lett Svédország akkori déli határán. A svéd nagyhatalmi terjeszkedés nyomán azonban a határ hamarosan jóval délebbre került, így a város sokat vesztett jelentőségéből. Utoljára az 1670-es években volt Kalmar a tűzvonalban, az északi háború (1674–1679) idején. 
A vár bejáratához közel, a városi parkban látható egy vasmacska, a közeli tengerrészből emeltek ki mit 1904-ben. Ez a Nyckeln vagy Kalmar Nyckel nevű vitorlás hadihajóhoz tartozott, ami 1679-ben, dán ágyútűzben süllyedt el. Ez a hajó arról volt nevezetes, hogy korábban, 1637-38-ban a Fågel Grip vitorlással együtt szállította az első svéd emigránsokat az akkor alapított észak-amerikai svéd gyarmatra, Új-Svédországba (Nya Sverige). A Kalmar Nyckel az első út után további három alkalommal is átszelte az Atlanti-óceánt újabb kivándorlókkal a fedélzetén.
E háború végével a svéd flotta főhadiszállását 1689-ben Kalmarból délebbre, az újonnan alapított Karlskrona városába helyezték át. 1786-ban királyi rendeletben szüntették meg a város erődítmény jellegét, és 1792-ben felszámolták a város helyőrségét. A vár előtti kis Grimskär sziklaszigeten kiépített erődítmény is elvesztette katonai jelentőségét. 1797-ben kitárták a kapukat és a település nyílt város lett, bár a városi hatóság elvileg egészen 1860-ig fenntartotta magának a jogot minden, a városba érkező áru és személy ellenőrzésére. A város továbbra is gazdag volt, Carl von Linné például elragadtatással nyilatkozott a sok kőépület látványáról, ami a 18. században még Svédországban – Stockholm kivételével – igen szokatlan volt. A jómódon kívül azonban erre a közeli Öland jó minőségű építőanyagot adó kőfejtői is magyarázatul szolgálhattak.

### A város további fejlődése
A 19. században a város kezdett túlnőni a korábbi erőd-város határain. 1822-ben bontásra ítélték a város körüli falakat és erődítményeket a Kvarholmen szigeten. 1874-ben a vasút is megérkezett Kalmarba, és természetesen ehhez a maradék falak jelentős részét le kellett bontani. A pályaudvart a kikötőnél, a tenger partján alakították ki.

## Éghajlata
Az alábbi táblázat hőmérsékleti adatai a 2002-2016 közötti időszakra, a csapadék számai 1961-1990-re vonatkoznak; a szélsőségek 1901 óta végzett megfigyelések alapján szerepelnek.
| Hónap                         | Jan.  | Feb.  | Már.  | Ápr.  | Máj. | Jún. | Júl. | Aug. | Szep. | Okt. | Nov.  | Dec.  | Év    |
| ----------------------------- | ----- | ----- | ----- | ----- | ---- | ---- | ---- | ---- | ----- | ---- | ----- | ----- | ----- |
| Rekord max. hőmérséklet (°C)  | 11,6  | 15,6  | 20,6  | 25,7  | 32,5 | 33,0 | 35,2 | 33,1 | 28,2  | 23,5 | 15,4  | 13,2  | 35,2  |
| Átlagos max. hőmérséklet (°C) | 1,9   | 2,3   | 6,3   | 11,2  | 16,1 | 20,2 | 22,5 | 21,8 | 17,9  | 11,5 | 7,0   | 3,5   | 11,9  |
| Átlaghőmérséklet (°C)         | −0,8  | −0,6  | 2,1   | 6,1   | 10,7 | 14,7 | 17,5 | 16,7 | 13,1  | 7,9  | 4,3   | 0,9   | 7,8   |
| Átlagos min. hőmérséklet (°C) | −3,5  | −3,5  | −2,0  | 0,9   | 5,3  | 9,3  | 12,4 | 11,6 | 8,3   | 4,3  | 1,7   | −1,7  | 3,6   |
| Rekord min. hőmérséklet (°C)  | −31,0 | −26,5 | −27,6 | −12,7 | −5,8 | −1,2 | 2,6  | 0,4  | −5,7  | −8,8 | −17,3 | −25,3 | −31,0 |
| Átl. csapadékmennyiség (mm)   | 37    | 29    | 30    | 29    | 35   | 39   | 60   | 50   | 50    | 39   | 47    | 41    | 483   |
| Forrás: SMHI                  |       |       |       |       |      |      |      |      |       |      |       |       |       |

## Nevezetességei, látnivalói
A város egyik legfőbb nevezetessége a kalmari vár és az abban lehelyezett vármúzeum. A vár közelében, a tengerparton 1877-1880 között vetették meg az alapját a városi parknak, ami mára helyenként botanikus kert jellegét öltötte egzotikus növényeivel, például a déli bükk (Nothofagus) egy szép példányával. A parkban emelték a Kalmar Konstmuseum modern művészeti múzeumát.
A város központi területén, az egykori gőzmalom épületében kapott helyet a Kalmar Megyei Múzeum hatalmas gyűjteményével, amiben a leghíresebb a Kronan, a 17. századi svéd hadiflotta zászlóshajója sorsát és maradványait feldolgozó gyűjtemény. Itt látható a város szülötte, Jenny Nyström festőművész munkásságát bemutató kiállítás is. A megyei múzeum közelében található a Kalmari Tengerészeti Múzeum.
A város modern nevezetességei közül a legfontosabb az 1972-ben megnyílt Ölandi híd, Svédország és építésekor Európa leghosszabb hídja.

## Fordítás
- Ez a szócikk részben vagy egészben a Kalmar című svéd Wikipédia-szócikk ezen változatának fordításán alapul.  Az eredeti cikk szerkesztőit annak laptörténete sorolja fel. Ez a jelzés csupán a megfogalmazás eredetét és a szerzői jogokat jelzi, nem szolgál a cikkben szereplő információk forrásmegjelöléseként.
- Ez a szócikk részben vagy egészben a Kalmars historia című svéd Wikipédia-szócikk ezen változatának fordításán alapul.  Az eredeti cikk szerkesztőit annak laptörténete sorolja fel. Ez a jelzés csupán a megfogalmazás eredetét és a szerzői jogokat jelzi, nem szolgál a cikkben szereplő információk forrásmegjelöléseként.